# Màslama ibn Abd-al-Màlik ibn Marwan
Abu-Saïd Màslama ibn Abd-al-Màlik ibn Marwan ibn al-Hàkam ibn Abi-l-As ibn Umayya al-Umawí al-Quraixí (àrab: أبو سعيد مَسْلَمة بن عبد الملك بن مروان بن الحَكَم بن أبي العاص بن أمية الأُموي القُرشي, Abū Saʿīd Maslama b. ʿAbd al-Malik b. Marwān b. al-Ḥakam b. Abī l-ʿĀṣ b. Umayya al-Umawī al-Quraxī), més conegut simplement com Màslama ibn Abd-al-Màlik (? - 24 de desembre de 738) fou un príncep i general omeia que fou emir (ostikan) d'Armènia, Al-Jazira i l'Azerbaidjan del 709 al 721, del 725 al 729 i del 730 al 732. Era fill del califa Abd-al-Màlik ibn Marwan i va quedar exclòs de la successió (com el seu oncle Muhàmmad Ibn Marwan) perquè la seva mare era esclava.
Va ajudar al seu oncle Muhàmmad ibn Marwan vers el 704 contra els khàzars. El 705, en el darrer any del regnat patern, va dirigir les tropes omeies en la sayfa anual a l'Imperi Romà d'Orient que va repetir després en companyia d'al-Abbàs ibn al-Walid o altres fills del seu germanastre el califa al-Walid I (705–715) afectant a les regions de Melitene (Malatya), Amasia i Pèrgam entre d'altres. El 707 va conquerir Tíana (Tuwana) i el 708 Amòrion.
El 709 fou nomenat governador d'Armènia, Jazira i l'Azerbaidjan (abans ja havia estat governador de Kinnasrin és a dir la regió d'Alep) en el lloc de Muhammad ibn Marwan (que l'havia deixat de fet ja el 706). Va fer dos expedicions fins a Derbent, ciutat que va destruir el 714. El 715 el nou califa Sulayman ibn Abd-al-Malik li va encarregar un atac a Constantinoble (716) i va començar el setge el juny del 717 però es va retirar sense èxit just al cap d'un any, el 718 després de la derrota musulmana en la batalla d'Adrianòpolis.
Sembla que entre el 717 i el 721 hi va haver un governador interí, de nom Abi ben Adi al-Kindi. El califa Úmar ibn Abd-al-Aziz (717–720) no va culpar a Màslama pel fracàs i li va encarregar renovar la sayfa (719) però va haver d'utilitzar les tropes per la lluita a l'Iraq contra el kharigites i més tard, ja sota Yazid II (720–724) en la lluita contra el rebel Yazid ibn al-Muhàl·lab al que va derrotar completament a Akr, prop de Wasit, l'agost del 720. Poc abans va rebre el govern de l'Iraq Arabí junt amb l'Iraq Adjemí (juliol del 720).
El 721 va perdre el govern dels dos Iraqs i altres perquè no va entregar els impostos corresponents i es va enfrontar al califa per la successió, ja que va donar suport a son germanastre Hixam en contra del fill de Yazid, al-Walid (després al-Walid II), i va perdre totes les seves funcions. Harith ben Amru el va substituir a Armènia i l'Azerbaidjan. Vers el 724 Yézid II (720-724) hauria enviat a Armènia a Malak Ibn Safar però el 725 Hixam ibn Abd-al-Màlik (724–743) va nomenar altre cop governador d'Armènia i l'Azerbaidjan a Màslama, fins al 729 en què el va succeir Abu-Uqba al-Jarrah ibn Abd-Al·lah al-Hakamí, però a la mort d'aquest (730) fou nomenat altre cop fins al 732. Durant el seu govern, el 726 va fer una asseifa que va portar a la conquesta de Cesarea de Capadòcia. Després va lluitar repetidament contra els khàzars. El 730 va fer una expedició al Derbent on va reconstruir la ciutat i va instal·lar una guarnició permanent.
Vers el 732 va deixar el govern a Saïd ibn Amr al-Haraixí i es va retirar a la vida privada a Síria (tenia terres a la regió entre Haran i Rakka).